# Hrabstwo Morrow (Oregon)
Hrabstwo Morrow (ang. Morrow County) – hrabstwo w stanie Oregon w Stanach Zjednoczonych. Obszar całkowity hrabstwa obejmuje powierzchnię 2048,53 mil² (5305,67 km²). Według szacunków United States Census Bureau w roku 2009 miało 11 533  mieszkańców.
Hrabstwo powstało w 1885 roku. 

## Miasta[4]
- Boardman
- Heppner
- Ione
- Irrigon
- Lexington